# Abel de Kerchove d'Exaerde
Pour les autres membres de la famille, voir Famille Kerchove.
Le baron Abel Jules Frederic de Kerchove d'Exaerde, né à Gand le 30 janvier 1839 et mort à Gand le 21 avril 1914, est un homme politique belge.
- Conseiller communal de Wetteren (1874)
- Bourgmestre de Wetteren (1874)
- Conseiller provincial de Flandre-Orientale (1874-1898)
- Député par l'arrondissement de Termonde (1898-1904, 1907-1908)
- Vice-président du Conseil central de la Société de Saint-Vincent-de-Paul à Gand ( -1914)

## Sources
- P. Van Molle, "Le parlement belge, 1894-1972", Anvers, 1972.